# Arariel
Arariel ( Também chamado de Azariel) é um anjo que de acordo com os rabbis do Talmud, tomam conta das águas da Terra. pescadores o invocam para que possam fisgar um grande peixe. Arariel também tem sido tradicionalmente invocado como cura para a estupidez. 